# Slivno (Breza, BiH)
Slivno je naseljeno mjesto u općini Breza, Federacija Bosne i Hercegovine, BiH.
Nalazi se oko 11 kilometara od Breza (BiH). 

## Povijest
Tijekom rata u BiH, stanovništvo sela Slivna je u više navrata izbjeglo u okolna sela ili okolne šume zbog granatiranja sa srpskih položaja na Čemerskoj planini.

## Stanovništvo

### 1991.
Nacionalni sastav stanovništva 1991. godine, bio je sljedeći:
- Muslimani - 273
- Srbi - 5
- Jugoslaveni - 1
- ostali, neopredijeljeni i nepoznato - 1

### 2013.
Nacionalni sastav stanovništva 2013. godine, bio je sljedeći:
ukupno: 243
- Bošnjaci - 242
- ostali, neopredijeljeni i nepoznato - 1

## Gospodarstvo
Većina stanovništva radi u gradovima, od čega najveći broj u rudniku mrkog ugljena u Brezi. 

## Kultura i obrazovanje
Od kulturnih znamenitosti na Slivnu se nalazi nekropola stećaka nepoznatog porijekla.
Na Slivnu se nalaze mekteb i osnovna škola.